# Ussurisches Kosakenheer

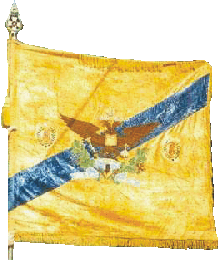
Banner der Ussurischen Kosaken (Rückseite)

Das Ussurische Kosakenheer war von 1860 bis 1918 ein Kosakenheer in der Kaiserlich Russischen Armee. Der Lebensraum der Ussuri-Kosaken zog sich entlang des russisch-chinesischen Flusses Ussuri, der eine natürliche Grenze zu China bildete. Nach seiner Auflösung im Jahre 1918 wurde das Heer 1997 durch ein präsidiales Dekret reaktiviert.

## Geschichte
Seit 1655 hatten sich entlang des Ussuri, eines 897 Kilometer langen rechten Nebenflusses des Amurs, Kosaken angesiedelt. Als irreguläre Truppen übernahmen sie die Grenzsicherung an der russisch-chinesischen Grenze. Der erste militärisch gegliederte Verband war im Jahre 1858 ein Grenadier-Bataillon, dessen Mitglieder aus dem Transbaikal-Kosakenheer und aus dem Amur-Kosakenheer stammten. Der Gründungstag des Ussurischen Kosakenheers ist der 1. Juni 1860. Am 26. Juni 1889 wurde das Ussurische Kosakenheer offiziell in die Kaiserlich Russische Armee integriert und somit eine reguläre Truppe. Zum ersten Oberbefehlshaber und Ataman der Ussuri-Kosaken wurde Paul Simon Unterberger ernannt; das neue Hauptquartier und die Residenz des Ataman waren in Wladiwostok. Bis 1902 wuchs das Kosakenheer auf Divisionsstärke heran. Die Ussuri-Kosaken waren beteiligt am Boxeraufstand, am Russisch-Japanischen Krieg, am Ersten Weltkrieg und am Kornilow-Putsch.
Im Jahr 1918, als die Kosakenregimenter nach Grodekowo zurückkehrten, wurden sie von den sowjetischen Behörden entwaffnet, ihr Ataman Grigori Michailowitsch Semjonow wurde abgelöst. Als aufständische Truppe schlossen sie sich dem abgesetzten Ataman Semjonow an und kämpften gegen die Bolschewiki. Nach der Niederlage der Weißen Armee wurden die Offiziere nach Sibirien deportiert.

## Gliederung und Struktur
Nach 1889 wurden die Einheiten des Kosakenheeres zunächst auf vier und später auf sechs Regimentsbezirke (Bikin, Glenowski, Grodekowo, Donskoi, Platono-Alexandrowskoje, Poltawka) disloziert. Jeder Bezirk bestand aus elf Stanizas mit ungefähr 300 Einwohnern. 1907 existierten auf ihrem Territorium 71 Stanizas mit 2.852 Haushalten, ihre Bewohnerzahl betrug 20.753 Personen. Unter der Führung eines Hauptmanns wurde in jeder Staniza eine Hundertschaft etabliert. Die kleinste Kampfeinheit waren die Wachposten aus 15 bis 20 Männern, später wurden die kleinen Kampfeinheiten aufgelöst. Der kommandierende Ataman setzte für jeden Bezirk einen Regimentskapitän ein, die Regimentskapitäne bildeten den „Kosakenkreis“, eine Form von Parlament. Im gesamten Gebiet der Ussuri-Kosaken entstanden fast 70 Schulen, sodass fast in jedem Dorf den Kindern eine Schulbildung angeboten wurde. Die weiterführenden Schulen, zum Beispiel für die Offiziersausbildung, waren in Orenburg. 

## Uniform, Farben und Schutzpatron

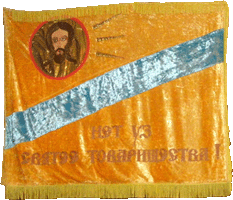
Banner der Ussurischen Kosaken (Frontseite)

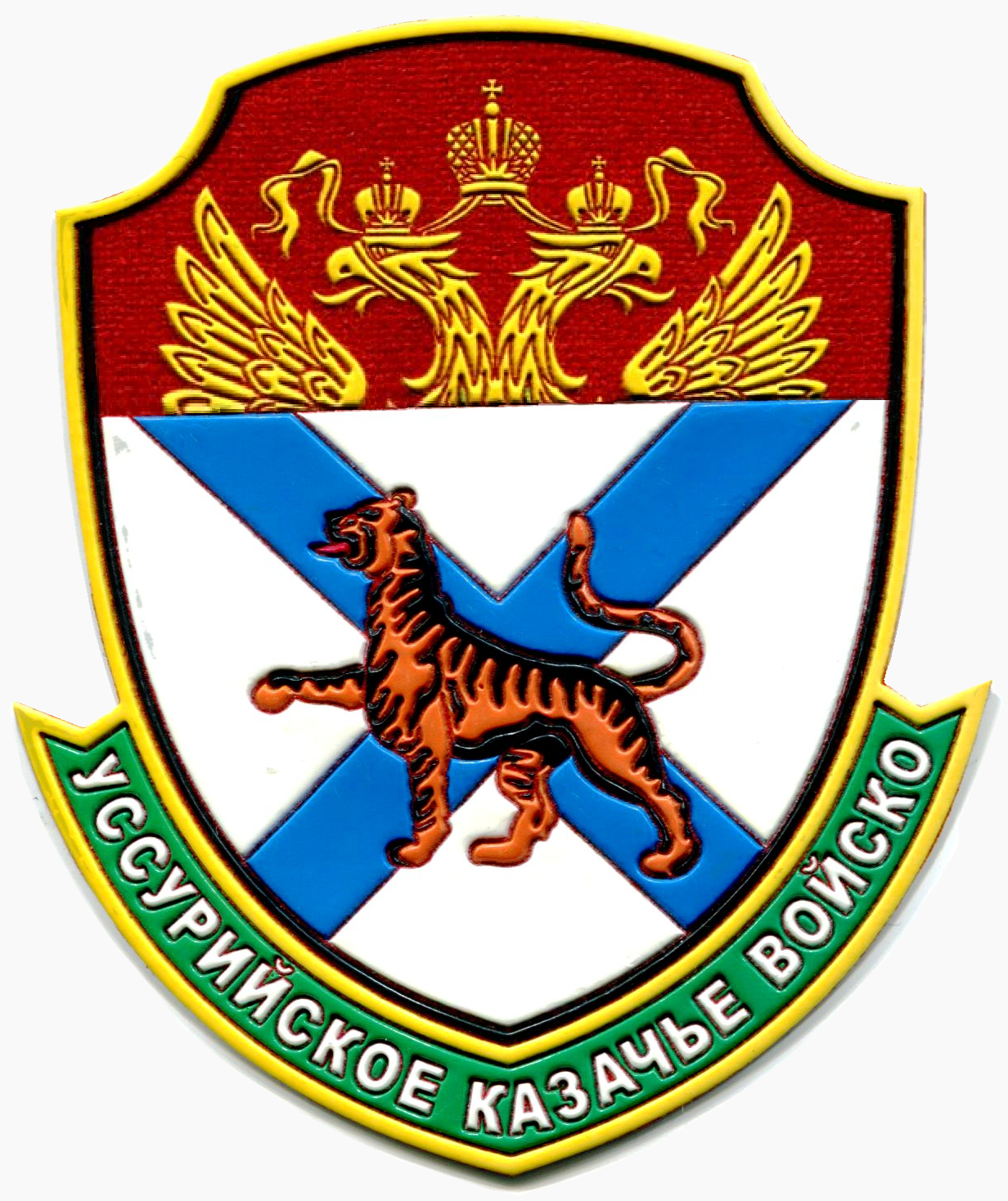
Modernisiertes Wappen des Ussurischen Kosakenheeres

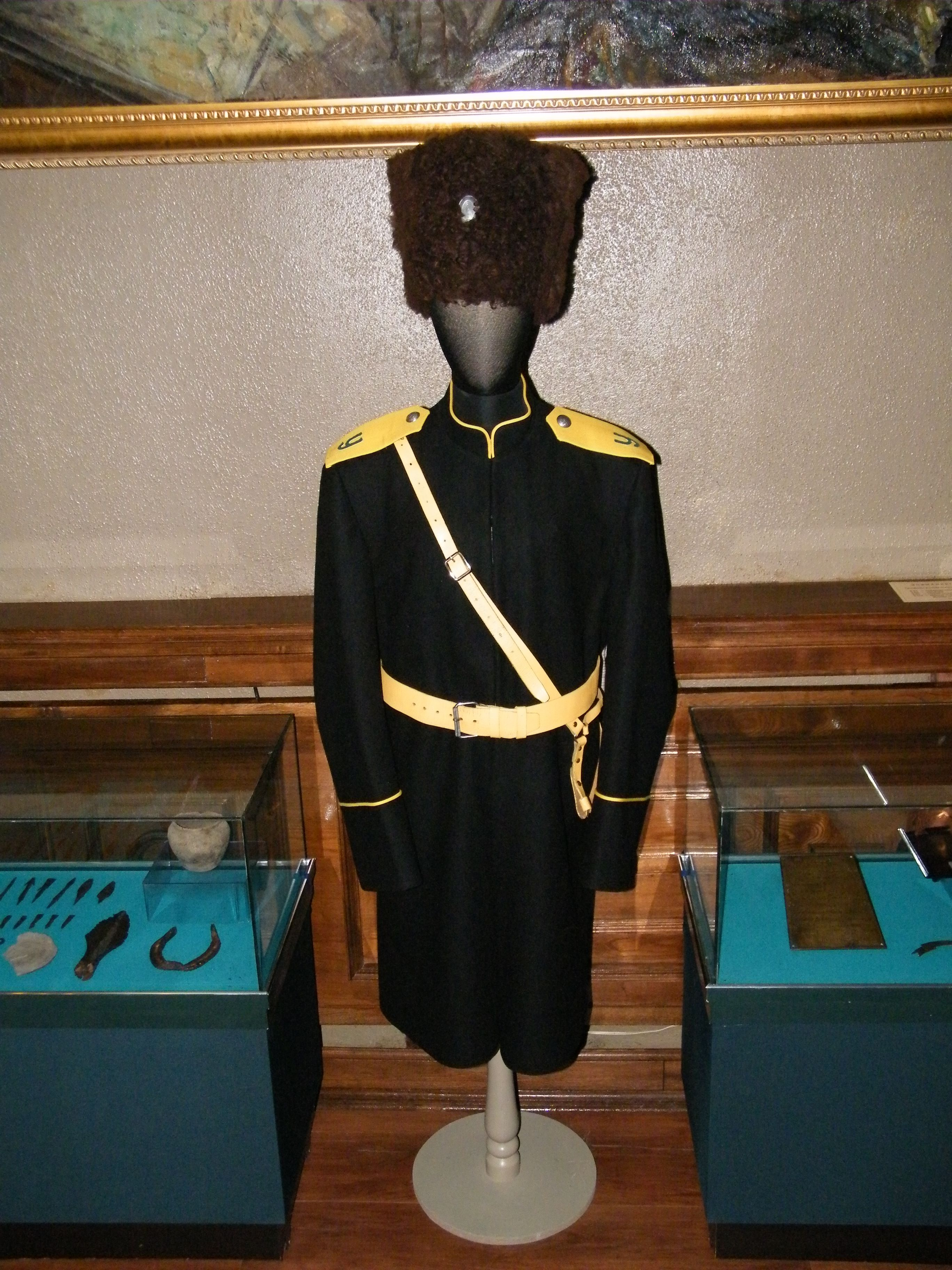
Uniform der Ussurischen Kosaken

Schutzpatron der Ussuri-Kosaken ist der Heilige Alexius von Edessa, dessen Gedenktag die orthodoxe Kirchen am 17. März feiern.
Die Ussuri-Kosaken trugen dunkelgrüne Uniformen mit gelben Streifen, gelbe Schultergurte mit grünem Rand und eine dunkelgrüne Kappe mit gelbem Band. Die Regimentsfahne von 1907 war ein rechteckiges Banner mit dem Bild des Heilands. Auf dem Umfang des grünen Tuches befindet sich ein silbriges Weidenornament. Auf der modernen Flagge des Ural-Regiments ist der Heiland durch einen zweiköpfigen Adler ersetzt, auf der Rückseite wird ein Wappen mit einem Tiger auf dem Andreaskreuz gezeigt. Es gibt auch eine Beschreibung als gelbes Banner mit einem blauen diagonalen Streifen.  

## Kosaken der Russischen Föderation
Das Ussurische Kosakenheer gehört zu den Kosakenheeren, die 1997 per präsidiales Dekret bei den Registrierten Kosaken der Russischen Föderation aufgenommen wurden und zum Schutz der öffentlichen Ordnung, dem Grenzschutz und im Polizeidienst eingesetzt werden.